# Stenocercus tricristatus
Stenocercus tricristatus — вид ігуаноподібних ящірок родини Tropiduridae. Ендемік Бразилії.

## Поширення і екологія
Stenocercus tricristatus відомі за типовим зразком, зібраним в гірському масиві Серра-да-Канастра в штаті Мінас-Жерайс.